# Nazerath
Nazerath (ook wel gespeld als Nazareth) is een panchayatdorp in het district Thoothukudi van de Indiase staat Tamil Nadu. De plaats werd door christelijke missionarissen vernoemd naar de Israëlische stad Nazareth. In het centrum van de plaats staat een kathedraal.

## Demografie
Volgens de Indiase volkstelling van 2001 wonen er 16.943 mensen in Nazerath, waarvan 48% mannelijk en 52% vrouwelijk is. De plaats heeft een alfabetiseringsgraad van 84%.